# Лерте
Лерте (њем. Lehrte) град је у њемачкој савезној држави Доња Саксонија. Једно је од 21 општинског средишта округа Регион Хановер. Према процјени из 2010. у граду је живјело 43.518 становника. Посједује регионалну шифру (AGS) 3241011.

## Географски и демографски подаци
Лерте се налази у савезној држави Доња Саксонија у округу Регион Хановер. Град се налази на надморској висини од 62 метра. Површина општине износи 127,1 km². У самом граду је, према процјени из 2010. године, живјело 43.518 становника. Просјечна густина становништва износи 342 становника/km².

## Међународна сарадња
| Мјесто | Држава    | Врста сарадње | Од    |
| ------ | --------- | ------------- | ----- |
|        | Шведска   | пријатељство  | 1973. |
|        | Француска | партнерство   | 1974. |
| Ипр    | Белгија   | пријатељство  | 1973. |
| Извор  |           |               |       |